# Linda Wemmert
Anna Linda Gabriella Wemmert, före 2013 Arvidsson Wemmert, före 2011 Andersson, född 6 september 1977 i Esarps församling i Malmöhus län, är en svensk ekonomie magister och politiker (moderat). År 2011 blev hon ledamot av Sveriges riksdag för Skåne läns södra valkrets och var det fram till och med 2014.